# Erwin Komenda
Erwin Komenda, född den 6 april 1904 i Spital am Semmering, död den 22 augusti 1966 i Stuttgart, var en österrikisk ingenjör och formgivare.
Komenda började sin karriär som ritare vid en karosserifabrik i Wien. 1926 anställdes han vid Steyr-Werke, med kollegor som Béla Barényi och Ferdinand Porsche. I november 1931 anslöt han till Porsches konstruktionsbyrå i Stuttgart där han blev chef för karossavdelningen. Här arbetade han bland annat med formgivningen av Volkswagen Typ 1. I slutet av 1944 evakuerade Porsche sina anställda till Gmünd i Kärnten. 
Efter andra världskriget utvecklade Porsche-teamet som var kvar i Gmünd under Ferry Porsche bilar som racerbilen Cisitalia och den första egna Porschemodellen Typ 356. Komenda stod för karosskonstruktionen. Sedan företaget flyttat tillbaka till Stuttgart designade Komenda modeller som Typ 550 Spyder, Typ 904 GTS och Typ 911.